# سگ هاوند
سگ هاوند (انگلیسی: Hounddog) فیلمی در ژانر درام است که در سال ۲۰۰۷ منتشر شد.

## بازیگران
- داکوتا فانینگ
- ایزابل فورمن
- پایپر لوری
- دیوید مورس
- کریستف ساندرز
- جیل اسکات
- رابین رایت